# 간 나오토
간 나오토(일본어: 菅 直人 かん なおと[*], 1946년 10월 10일~)는 일본의 제94대 내각총리대신이며 입헌민주당 소속 중의원 의원이다. 2010년 6월 4일 일본의 다수당인 민주당의 대표로 선출되어 제94대 총리로 지명되었으며, 2010년 9월 14일 2년 임기의 당 대표에 재선되어 재신임되었다.
이듬해 2011년 8월 26일에는 사임을 발표했고, 총리직에서 물러났다. 현재는 입헌민주당의 최고고문이다.

## 약력
야마구치현 우베시에서 태어나 도쿄 공업대학 이학부 응용물리학과를 졸업했고, 1971년 변리사 시험에 합격하여 특허법률사무소장으로 활동했다. 이후 정계에 입문하여 사회시민연합과 사회민주연합 부대표를 지냈다. 1996년 1월에는 무라야마 도미이치 내각이 총사직을 하면서 하시모토 류타로 내각에서 후생상(74대, 제1차 하시모토 내각)을 역임하였고, 신당 사키가케 부대표, 민주당 대표(초대, 3대)를 지냈다. 하지만 총리직 물러난 후 2012년와 2014년 일본 중의원 의원 총선거에서 낙선의 고베를 마신 후 2017년 제48회 일본 중의원 의원 총선거에서 입헌민주당(일본어: 立憲民主党)후보로 출마해 당선되었다. 지역구는 도쿄도 제18구이다.

## 주된 주장과 정책
- 방위에 관해서는 자위대의 치안 활동, 국제 협력을 목적으로 하는 부대를 창설하는 정책을 가지고 있다.

- 타이완 문제와 관해서는 중화인민공화국이 중화민국의 유엔 가입을 허용하고 유엔에서 이를 평화적으로 해결하는 것을 목적으로 한다고 주장하고 있다.[2]
- 조선민주주의인민공화국의 일본인 납치 문제와 핵문제에 관해서는 새로운 발상으로 해결해야 한다고 주장하였다. 간 총리는 신임의원 시절에 그의 선배 의원인 덴 히데오의 요구에 따라, ‘재일 한국인 정치범 석방의 필요서’에 서명하였다. 이 안에는 조선민주주의인민공화국에 의한 일본인 납치 문제의 용의자인 신광수를 시작으로 조선민주주의인민공화국의 스파이 용의자 10명이 포함되어 있다. 이 사실을 사전에 알지 못한 사실은 공명당이나 사회당과 똑같이 서명을 한 의원으로서 비판받고 있다. 하지만 최근 조선민주주의인민공화국의 관계된 언행에서는 강경한 편인데, 니시무라 신고의 지원유세를 할 때, “후세인과 스탈린의 동상이 무너진 역사 속에서 조선민주주의인민공화국의 저 큰 동상도 무너지는 날도 올 것이라 확신합니다” 라는 발언을 하였다. 이 발언을 들은 조선민주주의인민공화국 당국은 “간 나오토는 원래 신념도 정책도 아무것도 없는 정치인” 이라고 일방적으로 격하게 비판했다. 간 총리는 납치 문제에 있어서 납치 피해자 전원 송환, 핵문제 해결, 국교 정상화, 경제 지원이라는 것을 별도로 하는 것이 아니라 패키지로 함께 처리하는 정책을 주장하고 있다.

- 나가사키 이사하야 만 간척 사업에 대해서는 자연환경보전의 관점에서의 반대를 하였다. 그리고 1997년 4월 수문이 닫히는 그 시점에 현지의 사업 사무소에 방문해서 TV 촬영 카메라 앞에서 “누구의 지시에 의해 하고 있는 것인가? 책임자는 나와야 한다”라고 말했다.

- 간 총리는 자민당 의원 중에서 세습을 많이 하는 것에 대해 비판을 하고 있지만, 자신에 관해서는 간 총리의 장남인 간 겐타로가 2003년 중의원 총선거에서 간 가문의 본적지인 오카야마 1구에서 민주당의 공천을 받아 입후보 하였다. 이 장남이 입후보한 것에 관해서 지역 기반이 크게 다르기 때문에 ‘지연, 간판, 학연’에 의한 세습의 폐해를 이어가지는 않아서 세습이 아니라고 말하였다. 민주당 내규에 따르면, 동일 선거구에서의 세습을 금지하고 있는데, 간 총리는 이를 따른 것으로 보인다.

- 헌법 개정 논의에 관해서는 대표 시절에 “일본이 나라로서의 모습을 보여주는 새로운 헌법을 만든다.”라고 하여 ‘창헌’을 주장하였고, “헌법을 발표한 지 60년이 되는 2006년까지 국민적 운동을 집약하고, 민주당으로서 새로운 헌법을 국민에게 보여주고 싶다.”라고 말하였다.[3]

- 수상 재임 기간에 대해서는 “수상이라는 것은 적어도 4년은 같은 인물이 계속해야 한다. 평소 하토야마 총리에게도 말하고 있다.”[4] 고 말하였다. 반면 참의원 선거에서 자민당이 크게 패한 이후 무너진 국회에 대해서는 “아베 수상이 총리 자리에 있는 한, 국민은 납득할 수 있는 정치가 아니다”[5]와 같은 말로 빠른 시간 안에 사임을 하고 의회를 해산해야 한다고 발언했다.

- 미일 관계에 관해서는 “정치적으로는 미일 동맹을 생각하는 설계는 컸으며, 이제부터 아시아와 세계 안정을 위해서 중요한 관계”[6]라고 말하였다.

- 오키나와현의 미군 후텐마기지 이전 문제와 관련해서는 “기지문제는 어떻게도 안 된다. 더 이상 손을 대기 싫다.”라는 말이 민주당 참의원 기나 쇼키치가 2010년 6월 1일에 발매한 책 ‘오키나와의 자기결정권’에서 폭로되었다. ‘오키나와의 자기결정권’에 의하면 기나 쇼키치에게 ‘오키나와 문제는 어렵고, 어쩔 수 없다. 이제 오키나와는 독립하는 게 낫다.’라고 말하였다고 한다.[7]

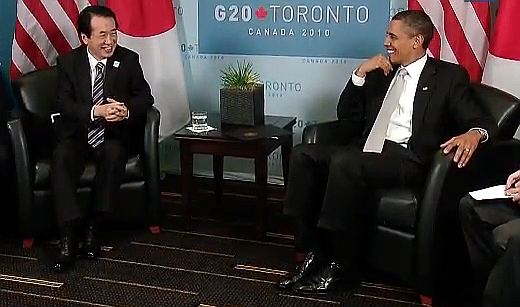
2010년 6월 27일, 버락 오바마 미국 대통령과 정상회담을 하고 있는 간 나오토(왼쪽)

- 일본의 한일합병에 관한 사죄 대상은 조선민주주의인민공화국도 포함된다.[8]

- 연평도 포격 이후 자위대 파견을 검토하였다.[9]

## 간 나오토 담화
2010년 8월 10일 대한민국만을 대상으로 일본의 대한 제국 병합 과정의 강제성을 우회적으로 시인하는 한편 조선왕조의궤 등의 문화재를 반환이 아닌 정부 차원에서 인도한다고 밝혔다.

## 가족 관계
- 조부: 간 미노루(菅實)
  - 아버지: 간 히사오(菅寿雄)
    - 부인: 노부코(伸子, 히메이 지에코姫井千恵子[11]의 딸)
      - 아들: 겐타로(源太郎)

- 고모부 겸 장인: 쓰게 겐야(津下健哉)

## 역대 선거 결과
|  | 11.7% |

|  | 3.98% |

|  | 11.9% |

|  | 22.8% |

|  | 19.9% |

|  | 20.3% |

|  | 17.3% |

|  | 20.5% |

|  | 62.45% |

|  | 56.15% |

|  | 58.35% |

|  | 47.43% |

|  | 59.46% |

|  | 28.33% |

|  | 38.79% |

|  | 40.73% |

|  | 47.12% |